# Fegimanra africana
Fegimanra africana là một loài thực vật có hoa trong họ Đào lộn hột. Loài này được (Oliv.) Pierre mô tả khoa học đầu tiên năm 1892.